# Tetrameranthus pachycarpus
Tetrameranthus pachycarpus är en kirimojaväxtart som beskrevs av Lübbert Ybele Theodoor Westra. Tetrameranthus pachycarpus ingår i släktet Tetrameranthus och familjen kirimojaväxter. Inga underarter finns listade i Catalogue of Life.